# تخطيط الصدى الدوبلري
تَخْطيطُ الصَّدَى الدوبلريّ هو نوع من أنواع التصوير الطبي للأوعية الدموية يتم عن طريق استخدام الموجات فوق الصوتية، ويهتم بتشخيص وتقييم الأوعية الدموية من تضيق وانسداد وانسلاخ وتوسع وغيره. يرجع الفضل في اكتشاف الدوبلر بشكل عام إلى العالم النمساوي كريستيان دوبلر. ولذلك سمي الإيكو دوبلر بهذا الاسم تخليدا له، حيث كان له دور كبير في دراسة الأمواج الصوتية. يمكن لبعض أجهزة الإيكو أن تستخدم كإيكو عادي أو كإيكو دوبلر في نفس الوقت وذلك بتغيير البروب فقط. ويعتبر الدوبلر في الزمن الحالي من أفضل الفحوصات لتصوير الأوعية الدموية وتقييمها لعدة أسباب منها:
- دراسة جريان الدم عبر صمامات القلب وهي الصمام التاجي ومثلث الشرف والأبهري والرئوي وتشخيص قصور أو تضيق هذه الصمامات.
- لا يحتاج المريض لصبغة مثل الفحوصات الوعائية الأخرى (فهو فحص آمن).
- تقييم الشريان السباتي وبعض الشرايين الأخرى في الجسم.
- لا يحتاج المريض إلى تحظير مسبق سوى الصيام في حالة فحص أوعية البطن فقط.
- لا يتعرض المريض لإشعاعات لأنه موجات فوق صوتية.
- يبين اتجاه الدم ويقيس مدة الانعكاس إن وجدت.
- يستخدم في الإصابات الرضية والجروح القاطعة وجروح الطلق الناري لتأكيد إصابة أو سلامة شريان محيطي في حال كان النبض في هذا الشريان غير مجسوس باليد.
- تأكيد تشخيص انفتال الخصية.
- له دور في تأكيد أو نفي خباثة بعض الكتل المشبوهة في الجسم.